# Santiago Pérez Salas
Santiago Antonio Pérez Salas (siglo XVIII - 
siglo XIX) fue un abogado y político chileno. Se desempeñó en varias oportunidades como diputado de la República por Santiago y Aconcagua. Era padre del presidente José Joaquín Pérez.

## Biografía
Hijo de José Antonio Pérez García y Rosario Salas y Ramírez. Hermano del exsenador propietario, Francisco Antonio Pérez Salas. Se casó con María de la Luz Mascayano y tuvieron ocho hijos; José Joaquín Pérez (quien fuera presidente de la República), Perpetua, Carmen, Gertrudis, Jesús, Santiago, Martín y Santos.
Se recibió de abogado el 2 de septiembre de 1802.

## Trayectoria política
Probablemente fue diputado suplente por San Carlos, en el Congreso General Constituyente de 1823, sirviendo desde el 12 de agosto hasta el 31 de diciembre de 1823; además no hay constancia de algún reemplazo.
Fue diputado suplente por Aconcagua, en el Congreso General de la Nación, sirviendo desde el 10 de noviembre de 1824 hasta el 11 de mayo de 1825.
Por haber optado por la representación de Coquimbo el propietario Joaquín Campino, se incorporó en tal clase su suplente. Fue diputado reemplazante en la Comisión Permanente de Policía, Educación y Beneficencia Pública; e integró la Comisión Permanente de Justicia y Legislación.
Electo diputado suplente por Aconcagua, en las Asambleas Provinciales de 1825, Asamblea Provincial de Santiago, sirvió desde el 3 de septiembre al 8 de octubre de 1825.
Fue elegido diputado propietario por Santiago, en el Congreso Nacional Constituyente de 1826, desempeñándose desde el 4 de julio de 1826 hasta el 22 de junio de 1827.
Fue vicepresidente de la Cámara, desde el 4 de agosto al 4 de septiembre de 1826; y presidente de la misma, el 5 de febrero al 5 de marzo de 1827; y nuevamente presidente, el 4 de abril hasta el 4 de mayo de 1827.
Integró la Comisión Permanente de Justicia y Legislación; la de Relaciones Exteriores y Alta Policía; y la de Peticiones Particulares.
Electo senador interino por Aconcagua, en la Comisión Nacional. Ejerció el cargo entre el 14 de julio de 1827 y el 4 de febrero de 1828, siendo su presidente, el 26 de julio de 1828. Esta Comisión fue formada, de acuerdo a la Ley de 22 de junio de 1827. Y luego fue nombrado senador propietario por Aconcagua, porque el 27 de agosto se dio cuenta a la Comisión Nacional que la Asamblea de Aconcagua le confirmaba en el cargo.